# ماکوتو سایتو
ماکوتو سایتو (انگلیسی: Makoto Saito؛ زادهٔ ۱۸ فوریهٔ ۱۹۵۱) کشتی‌گیر اهل ژاپن بود.